# Blastobotrys adeninivorans
Blastobotrys adeninivorans är en svampart som först beskrevs av Middelhoven, Hoogk.-Te Niet & Kreger-van Rij, och fick sitt nu gällande namn av Kurtzman & Robnett 2007. Blastobotrys adeninivorans ingår i släktet Blastobotrys och familjen Trichomonascaceae.   Inga underarter finns listade i Catalogue of Life.

## Källor

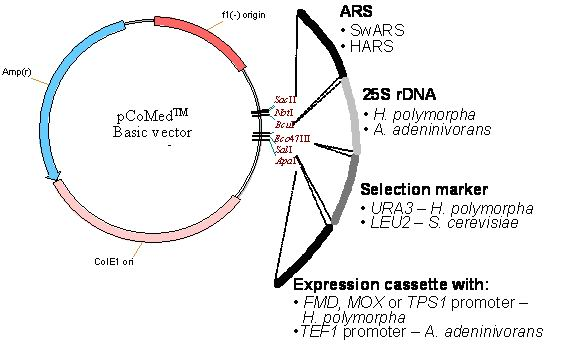